# Old Mellow Days
『Old Mellow Days』（オールド メロウ デイズ）は、FMとやまで放送されているラジオ番組。パーソナリティはディスクジョッキーの今越宏明。

## 概要
1999年に放送開始。現在の放送時間は毎週土曜深夜24:00～24:55（日曜未明0:00～0:55）。番組の副題は「～Best Selection is Homemade ～（ベスト セレクション イズ ホームメイド）」。
毎週1人ないし2人のディスクジョッキー（北陸地方を中心に活動するDJの出演が多い）をゲストに招き、トークを交えつつゲストと今越がそれぞれセレクトした楽曲を数曲紹介する。CMパートは1st part後と2nd part後にそれぞれ挿入される。
オープニング曲は3か月毎に変更される。
現在放送中のFMとやま自社製作番組としては、「気ままプラン」（1996年放送開始）に次ぐ長寿番組である。

## 出演者
- 今越宏明（メインパーソナリティ）
- Wataru Takano（『DJ Wataru Selection』曲紹介のみの出演）

## コーナー
Back to Old Mellow
オープニングトーク直後のコーナー。過去の放送で今越またはゲストがセレクトした楽曲を一曲再紹介する。
1st part
番組前半のコーナー。ゲストがセレクトした楽曲をトークを交えて4～6曲ほどオンエアする。ゲストがいない場合は今越がセレクトした楽曲を紹介する。
DJ Wataru Selection
番組中盤のコーナー。番組に携わるディスクジョッキーのWataru Takanoがセレクトした一曲を紹介する。他コーナーと同様、曲紹介自体は今越が行うが、曲名部分のみはWataru本人がコールする。
2nd part
番組後半のコーナー。今越がセレクトした楽曲をトークを交えて4～6曲ほどオンエアする。放送回によっては前半から引き続きゲストの選曲をオンエアし、今越による選曲は中止される場合もある。